# Tecticornia lylei
Tecticornia lylei är en amarantväxtart som först beskrevs av Alfred James Ewart och Jean White, och fick sitt nu gällande namn av K. A. Sheph. och Paul G. Wilson. Tecticornia lylei ingår i släktet Tecticornia och familjen amarantväxter. Inga underarter finns listade i Catalogue of Life.